# Mittleres Seidewitztal
Das Naturschutzgebiet Mittleres Seidewitztal liegt im Landkreis Sächsische Schweiz-Osterzgebirge in Sachsen. Es erstreckt sich westlich von Nentmannsdorf, einem Ortsteil der Gemeinde Bahretal, entlang der Seidewitz und der S 176. Die A 17 verläuft östlich des Gebietes.

## Bedeutung
Das 187 ha große Gebiet mit der NSG-Nr. D 92 wurde im Jahr  1988 unter Naturschutz gestellt.